# Vincent Favre-Félix
Vincent Favre-Félix, né le 26 août 1977 à Annecy en Haute-Savoie, est un chef cuisinier français, étoilé au Guide Michelin depuis 2021.

## Biographie
Vincent Favre-Félix naît le 26 août 1977 à Annecy, et grandit au sein d’une famille de restaurateurs établis au Col de la Forclaz.               
Il commence comme apprenti cuisinier à l’Hôtel du Commerce à Thônes, puis il rejoint l’Auberge du Père Bise à Talloires.
Il travaille ensuite à Pau, à la chocolaterie Verdier de 1998 à 2000. 
En 2005, il rencontrera celui qui deviendra son mentor, Marc Veyrat, le chef trois fois trois étoiles au Guide Michelin et deux 2 fois 20/20 au Gault et Millau. Outre sa passion pour les herbes aromatiques, il lui apprendra à sublimer les produits simples. S'en suivent quatre années de formation intensive pendant lesquelles il continue à gérer son restaurant tout en travaillant chez Marc Veyrat pendant ses jours de fermeture. Pour lui, ce fut « la période la plus difficile de ma vie mais la plus belle ».
Puis de 2009 à 2012, il œuvre aux côtés de Marc Veyrat et s’implique dans différents projets. Consultant pour le restaurant l’Etoile Paris, le fast-food bio Marc Veyrat, ils ouvrent ensuite une brasserie de luxe L’Instant 55 à Poisy près d’Annecy, où il sera chef de cuisine.
De 2012 à 2019, il est de retour sur les rives du Lac d'Annecy. Alors chef de cuisine à l’Auberge du Lac, de nouvelles distinctions le consacre : Chef Eurotoque, disciple Escoffier - 12.5 Gault et Millau - 1 assiette et 2 fourchettes au Guide Michelin.
En juin 2019, il ouvre sa « table créative » dans la Cour de l'Abbaye d'Annecy-le-Vieux. Sa cuisine « créative et affirmée » est récompensée très peu de temps après l’ouverture de son restaurant éponyme par une étoile au Guide Michelin 2021.